# Myxidium intermedium
Myxidium intermedium is een microscopische parasiet uit de familie Myxidiidae. Myxidium intermedium werd in 1921 beschreven door Dunkerly. 